# 珊瑚海群岛
珊瑚海群岛（英語：Coral Sea Islands）是澳大利亚的外岛领地，位于昆士兰州东北方的珊瑚海中，总面积有5平方公里，无常住人口。大约50多个礁盘和珊瑚岛。1969年从原昆士兰州脱离直属联邦政府。由澳大利亚基礎設施、運輸、區域發展與地方政府部管理。司法归属诺福克岛领地最高法院。

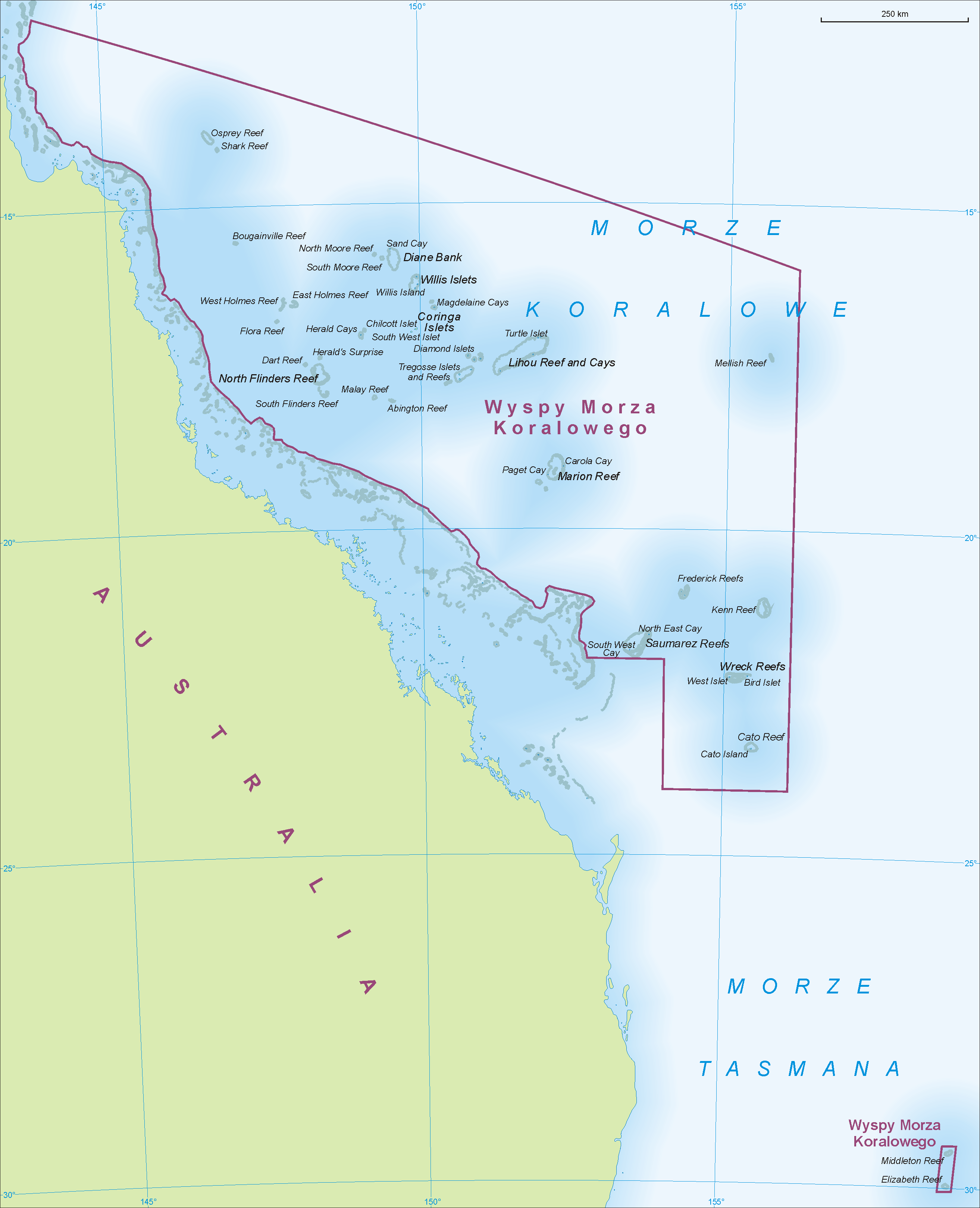
岛屿地图
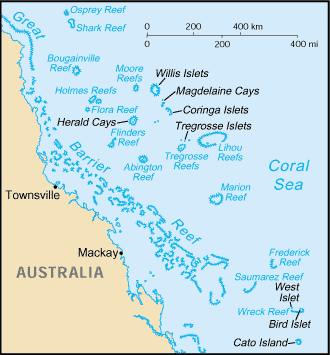
珊瑚海群島地圖

## 歷史
珊瑚海群島於 1803 年首次繪製在海圖上。在 1870 年代和 1880 年代，這些島嶼被開採用於收集鳥糞，但由於缺乏可靠的淡水供應，無法長期居住。珊瑚海群島於 1969 年根據《珊瑚海群島法》成為澳大利亞的外部領土（在此之前，該地區被視為昆士蘭州的一部分），並於 1997 年擴大到包括伊麗莎白礁和向南近 800 公里的米德爾頓礁。後兩個珊瑚礁離新南威爾士州的豪勳爵島約 150 公里。大堡礁的島礁不屬於昆士蘭州領土。大堡礁的外緣是昆士蘭州和珊瑚海群島領地之間的分界線。
2004 年 6 月，澳大利亞的同性戀權利活動家發起了一場象徵性的政治抗議活動，宣布建立同性戀者的微型國家--珊瑚海群島同性戀王國。但 2017 年 11 月 17 日，組織宣布王國“解散” 。